# المسبار النيوتروني
المسبار النيوتروني هو جهاز يستخدم لقياس كمية المياه الموجودة في التربة.
المسبار النيوتروني النموذجي يحتوي على حبيبات مضغوطه من الأمريسيوم -241 والبيريليوم. جسيمات ألفا المنبعثة من اضمحلال الأميريسيوم تصطدم مع أنوية البريليوم الخفيفة، وتنتج نيوترونات سريعة. عندما تصطدم هذه النيوترونات السريعة مع نواة الهيدروجين الموجودة في التربة قيد الدراسة، فإنها تفقد الكثير من طاقتها. يسمح الكشف عن النيوترونات البطيئة العائدة إلى المسبار بتقدير كمية الهيدروجين الحاضره . بما ان الماء يحتوي على ذرتين من الهيدروجين في كل جزيء، فإن ذلك يعطي مقياسا لرطوبة التربة.